# Star One D2
Star One D2 ist ein kommerzieller Kommunikationssatellit des brasilianischen Unternehmens Star One.
Er wurde am 30. Juli 2021 um 21:00 UTC mit einer Ariane 5-Trägerrakete vom Raketenstartplatz Raumfahrtzentrum Guayana (zusammen mit Eutelsat Quantum) in eine geostationäre Umlaufbahn gebracht.
Der dreiachsenstabilisierte Satellit ist mit Ku-, Ka-, C- und X-Band Transpondern ausgerüstet und soll von der Position 70° West aus Zentral- bis Südamerika sowie den Atlantik mit Telekommunikationsdienstleistungen versorgen. Die X-Band Nutzlast ist für staatliche Nutzung vorgesehen, wohingegen die restlichen Transponder Pay-TV, Übertragungsnetze für Mobiltelefone, Daten, Video und Internet für Unternehmen und Regierungsorganisationen bereitstellen sollen. Er wurde auf Basis des Satellitenbus SSL-1300 der Maxar Technologies (früher Space Systems/Loral) für Embratel gebaut und besitzt eine geplante Lebensdauer von 15 Jahren.